# 山田重忠
山田 重忠（やまだ しげただ）は、平安時代末期から鎌倉時代初期にかけての武将・御家人。山田重満の次男。仮名は二郎。史料によっては重広、重定、重貞と記されるほか、泉重忠とも呼ばれる。承久の乱で宮方の武将として活躍した。

## 生涯
治承・寿永の乱では父・重満が墨俣川の戦いで源行家の軍勢に加わり討死したが、重忠はその後の木曾義仲入京に際して上洛し、一族の高田重家や葦敷重隆らと共に京中守護の任に就くなどした（『吉記』寿永2年7月30日条）。義仲の滅亡後、源頼朝が鎌倉幕府を創設すると尾張国山田郡山田荘（名古屋市北西部、瀬戸市、長久手市の一帯）の地頭に任じられ御家人に列する。しかし山田氏の一門は伝統的に朝廷との繋がりが深く、重忠は鎌倉期以降も京で後鳥羽上皇に近侍し、建保元年（1213年）には上皇の法勝寺供養に供奉するなどしている。
承久3年（1221年）5月、後鳥羽上皇が討幕の挙兵をすると重忠は水野高康（水野左近将監）ら一族とともにこれに参じた。同年6月、京方は幕府軍を美濃と尾張の国境の尾張川で迎え撃つことになり、重忠は墨俣に陣を置いた。京方の大将の河内判官藤原秀澄（京方の首謀者・藤原秀康の弟）は少ない兵力を分散する愚策をとっており、重忠は兵力を集中して機制を制して尾張国府を襲い、幕府軍を打ち破って鎌倉まで押し寄せる積極策を進言するが、臆病な秀澄はこれを取り上げなかった。
京方の美濃の防御線は幕府軍によってたちまち打ち破られ、早々に退却を始めた。重忠はこのまま退却しては武士の名折れと、300余騎で杭瀬川に陣をしき待ちかまえた。武蔵国児玉党3000余騎が押し寄せ重忠はさんざんに戦い、児玉党100余騎を討ち取る。重忠の奮戦があったものの京方は総崩れとなり、重忠も京へ退却した。
京方は宇治川を頼りに京都の防衛を図り、重忠は比叡山の山法師と勢多に陣を置き、橋げたを落として楯を並べて幕府軍を迎え撃った。重忠と山法師は奮戦して熊谷直国（熊谷直実の孫）を討ち取るが、幕府軍の大軍には敵わず京方の防御陣は突破された。幕府軍が都へ乱入する中で、重忠は藤原秀康、三浦胤義らと最後の一戦をすべく御所へ駆けつけるが、御所の門は固く閉じられ、上皇は彼らを文字どおり門前払いした。重忠は「大臆病の主上に騙られて、無駄死ぞ!」と門を叩いて悲憤した。
重忠は藤原秀康、三浦胤義ら京方武士の残党と東寺に立て籠もり、これに幕府軍の大軍が押し寄せた。重忠は敵15騎を討ち取る奮戦をしたが手勢のほとんどが討ち取られ、嵯峨般若寺山（京都市右京区）に落ちのび、ここで自害した。
重忠の自害後、嫡子重継も幕府軍に捕らえられ殺害、孫の兼継は越後に流され後に出家、僧侶として余生を送った。山田氏は兼継の弟・重親とその子の泰親の系統が継承していった。
大正6年（1917年）、正五位を追贈された。

## 人物
『沙石集』は重忠を「弓箭の道に優れ、心猛く、器量の勝った者である。心優しく、民の煩いを知り、優れた人物であった」と称賛している。また、信仰心の篤い人物であったと云われ領内に複数の寺院を建立したことでも知られている。

## 所縁の寺院
- 長母寺
- 長慶寺

- 大永寺
- 成願寺

- 光照寺